# Li Čcheng-liang
Li Žu-sung (čínsky pchin-jinem Lǐ Chéngliáng, znaky 李成梁; 1526–1618) byl generál působící v čínské říši Ming za vlády císařů Lung-čchinga a Wan-liho. Pocházel z Liao-tungu, kde dlouhou dobu – v 70. a 80. letech 16. století a prvním desetiletí 17. století – sloužil jako velitel tamního regionálního obranného velitelství. Úspěšnými generály v mingské armádě byli i jeho synové a synovci; od 70. let 16. století do konce druhého desetiletí 17. století měla jeho rodina v Liao-tungu mimořádný vliv a popularitu.

## Jméno
Li Čcheng-liang používal zdvořilostní jméno Žu-čchi (čínsky pchin-jinem Zǐmào, znaky 汝契) a přezdívku Jin-čcheng (čínsky pchin-jinem Yǐnchéng, znaky 引城).

## Život
Li Čcheng-liang se narodil v Tchie-lingu na poloostrově Liao-tung. Pocházel z rodu dědičných důstojníků korejského původu, byl potomkem korejského emigranta Li Jing-niho v páté generaci. Kvůli chudobě získal dědičnou důstojnickou funkci (指挥佥事, č’-chuej čchien-š’, pomocník velitele tchielingského pluku, hodnost 4a) až v polovině 40. let, kdy mu finančně pomohl inspektor kontrolního úřadu. Projevil se jako schopný důstojník, byl rychle povyšován a roku 1570 již obdržel generálskou pozici velitele posádky v Liao-jangu.
Roku 1573 dobyl pevnost náčelníka ťienčouských Džürčenů Wang Kaoa a za odměnu byl povýšen. O dva roky později, po zajetí Wanga, dostal titul velkého ochránce následníka trůnu a byl jmenován hlavním vojenským komisařem (cuo tu-tu), čímž dosáhl hlavní první úřední hodnosti. Za opakovaná vítězství nad Mongoly byl roku 1579 povýšen na hraběte z Ning-jüan. Roku 1580, po odražení invaze ťienčouských Džürčenů, císař jeho hraběcí titul zlepšil na dědičný. V následujícím desetiletí úspěšně bránil Liao-tung proti mongolským a džürčenským nájezdům. Shromáždil kolem sebe schopné důstojníky a generály, jako byl Cu Čcheng-sün. Jeho typickou taktikou bylo přenesení boje na nepřátelské území, totiž provádění překvapivých nájezdů do hloubi mongolských a džürčenských zemí, s využitím rychlých přesunů a nočních útoků. Tak roku 1582 ve spolupráci s džürčenskými náčelníky Giocanggou a Taksim (Giocanggovým synem) dobyl sídlo Wang Kaova syna Ataie, přičemž zahynuli jak Atai, tak Giocangga i Taksi, čímž ťienčouští Džürčeni zůstali bez silných vůdců. Taksiho syna Nurhačiho pak Li Čcheng-liang zahrnul mezi své klienty a podpořil při převzetí otcovského postavení.
Za úspěchy v boji s Mongoly a Džürčeny byl vyznamenáván a odměňován, odměn se dostalo i jeho synům a synovcům, také sloužícím v armádě. V Pekingu se Li Čcheng-liang a jeho rodina těšili silné podpoře zejména velkého sekretáře Čang Ťü-čenga, který v letech 1572–1582 stál v čele vlády, a císaře Wan-liho (vládl 1572–1620). On sám i jeho rodina získali v Liao-tungu velký vliv a jeho synové sloužili v generálských funkcích v Pekingu i regionech. Úspěchy Li Čcheng-lianga v Liao-tungu však byly dosaženy i na úkor mingského státu – vítězil zejména pomocí své osobní gardy, na jejíž vydržování v 70. letech spotřeboval polovinu zdrojů vydělených státem na liaotungská vojska, řádné jednotky v Liao-tungu byly proto ve špatném stavu.
Časem začal být kritizován kontrolními úředníky, že s věkem se stává méně energickým, kloní se více k usmiřování nepřátelských kmenů, než k bojům, a za úspěchy v bojích vydává nájezdy na nepřátelská území, při nichž místo porážek mongolských a džürčenských vojsk vybíjí civilisty. Žalobám se dokázal ubránit s pomocí spřátelených vysokých úředníků; ve snaze jim předejít, opakovaně žádal o umenšení své zodpovědnosti a/nebo o rezignaci. Dlouho bez úspěchu, až roku 1591 mu císař dovolil odejít do výslužby, po 22 letech velení vojsku v liaotungském regionu. Roku 1592 odmítl své jmenování velitelem vojsk určených k potlačení povstání v Ning-sia s odkazem na svůj vysoký věk a nutnost dozírat na situaci v Liao-tungu. Pověření místo něj obdržel jeho syn Li Žu-sung.
V následujícím desetiletí se na místu velitele liaotungského regionu vystřídalo několik generálů (včetně dvou jeho synů), přičemž vojska oslabená výměnami velitelů nehájila hranici tak úspěšně jako předtím. Roku 1601 byl proto opět postaven do čela liaotungského regionálního velitelství, které vedl sedm let. Zemřel roku 1618.

### Synové
Úspěšnými generály mingské armády byli i jeho synové Li Žu-sung, který porazil povstání v Ning-sia, velel mingským vojskům v Imdžinské válce v Koreji a padl v boji s Mongoly když velel v Liao-tungu; Li Žu-mej také velel v Liao-tungu; Li Žu-po bojoval v Koreji, velel v Kuej-čou, Ning-sia a Liao-tungu, po neúspěšné bitvě u Sarhu (roku 1619) byl kritikou dohnán k sebevraždě; Li Žu-čen velel v Liao-tungu, roku 1619 byl obviněn z neschopnosti a uvězněn. Tím skončilo půlstoleté období silného vlivu rodiny v liaotungské oblasti. Hraběcí titul rodu zanikl roku 1644 se smrtí Li Žusungova vnuka Li Cun-cua.